# Stadio Tengiz Burjanadze
Lo stadio Tengiz Burjanadze (in georgiano თენგიზ ბურჯანაძის სტადიონი?) è uno stadio multiuso a Gori, Georgia. È usato soprattutto per le partite di calcio ed è lo stadio di casa del FC Dila Gori.
Lo stadio è in grado di contenere 5 000 persone. Prende il nome da Tengiz Burjanadze.

## Galleria d'immagini

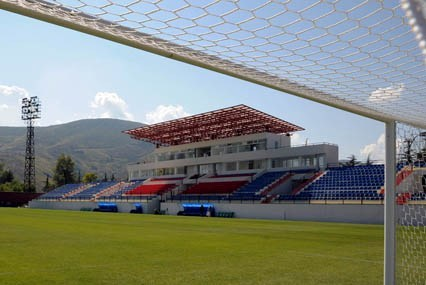
West Stand
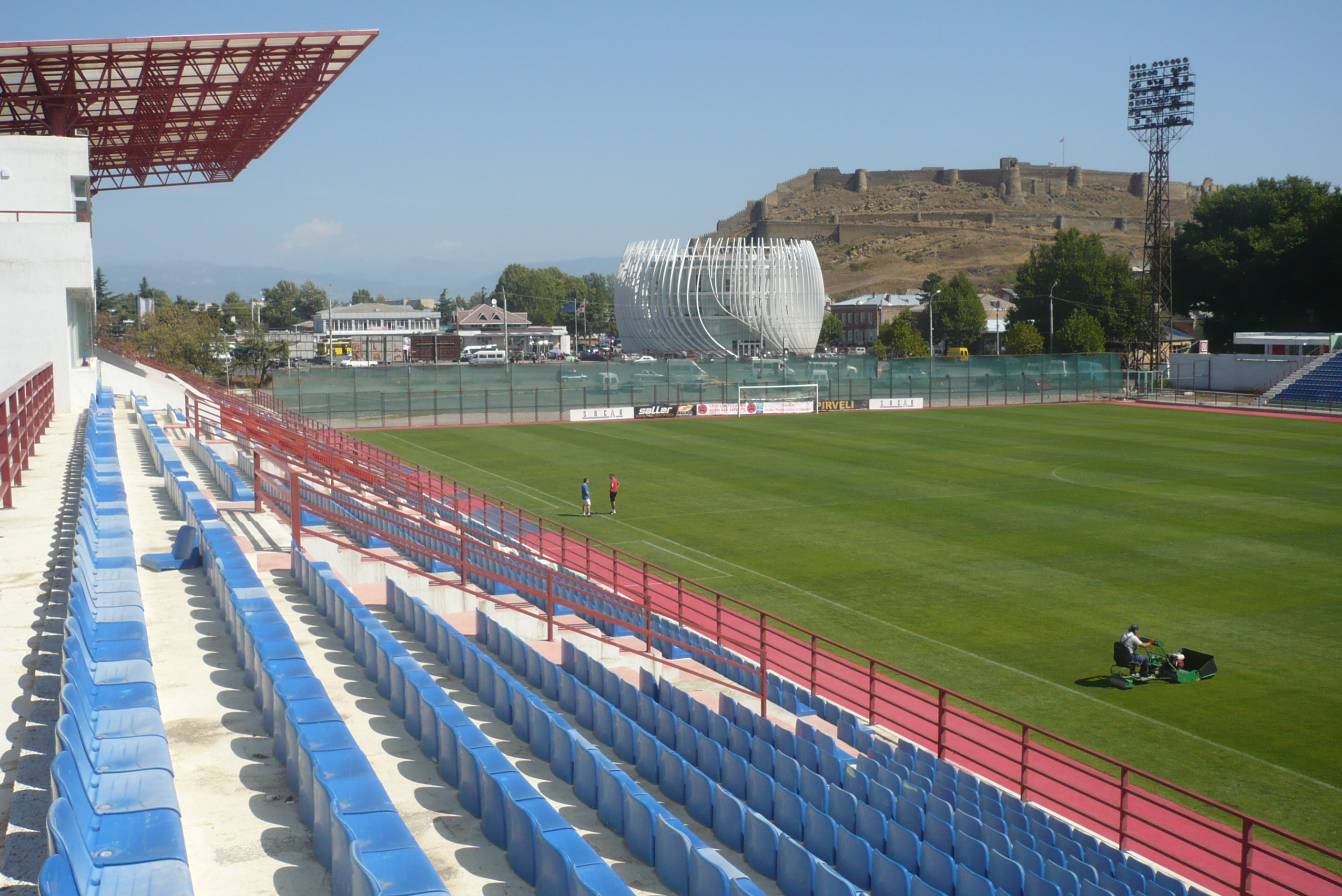
West Stand
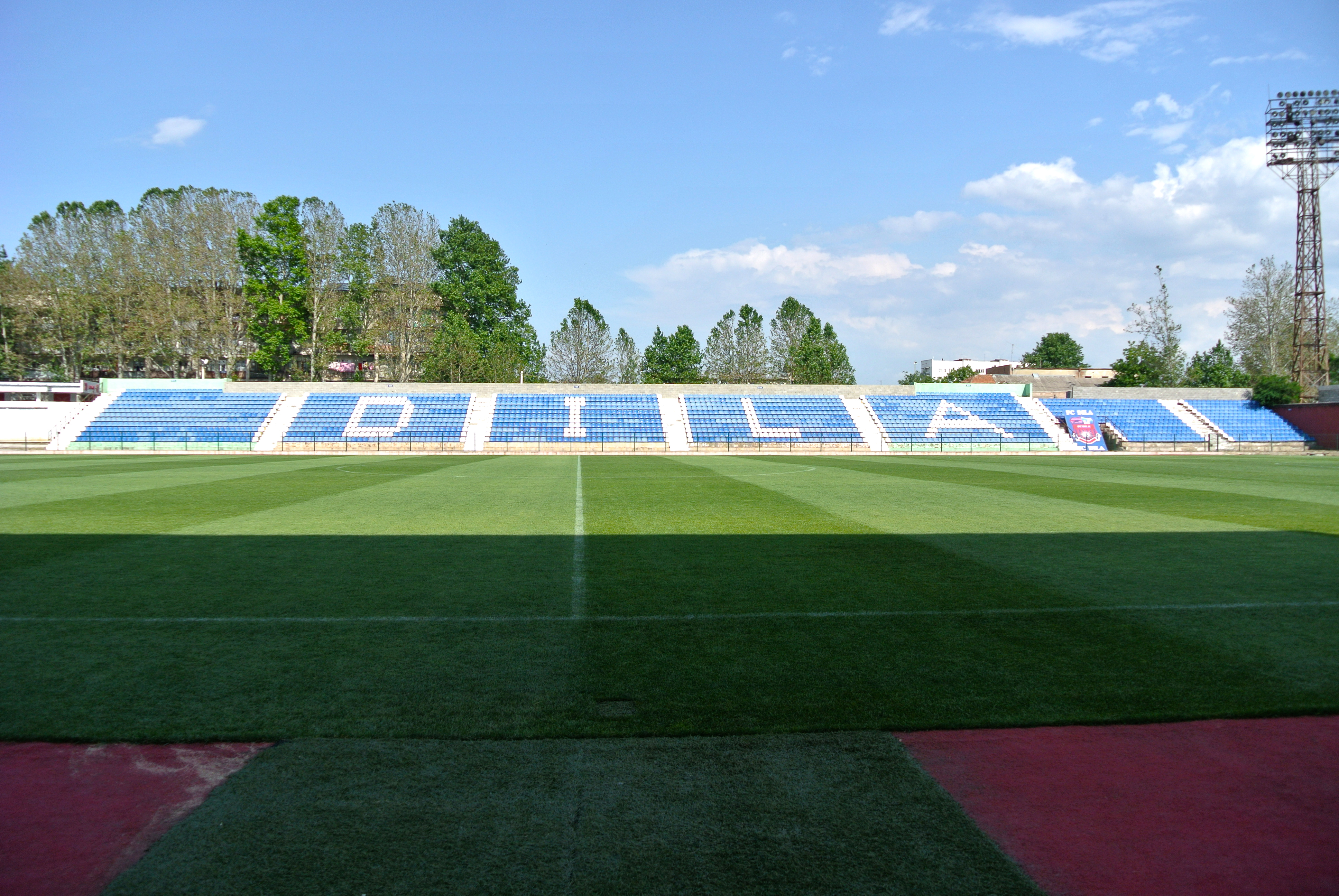
East Stand